# Mathew Quinn
Mathew Quinn (ur. 17 kwietnia 1976 w Harare) – południowoafrykański lekkoatleta specjalizujący się w krótkich biegach sprinterskich, uczestnik letnich igrzysk olimpijskich w Sydney (2000).

## Sukcesy sportowe
- dwukrotny mistrz Republiki Południowej Afryki w biegu na 100 metrów – 1998, 2000[1]
- mistrz Republiki Południowej Afryki w biegu na 200 metrów – 2000

| Rok  | Miasto            | Zawody               | Konkurencja        | Wynik         |
| ---- | ----------------- | -------------------- | ------------------ | ------------- |
| 1999 | Palma de Mallorca | Uniwersjada          | bieg na 100 m      | brązowy medal |
| 1999 | Sewilla           | Mistrzostwa świata   | sztafeta 4 x 100 m | 6. miejsce    |
| 1999 | Johannesburg      | Igrzyska afrykańskie | sztafeta 4 x 100 m | złoty medal   |
| 2001 | Edmonton          | Mistrzostwa świata   | sztafeta 4 x 100 m | złoty medal   |

## Rekordy życiowe
- bieg na 100 metrów – 10,08 – Germiston 07/04/1999
- bieg na 200 metrów – 20,64 – Bloemfontein 30/01/1998
- bieg na 400 metrów – 47,23 – Durban 20/02/1999